# 環状通東駅
環状通東駅（かんじょうどおりひがしえき）は、北海道札幌市東区北15条東16丁目にある、札幌市営地下鉄東豊線の駅である。駅番号はH04。

## 歴史
- 1988年（昭和63年）12月2日：栄町駅 - 豊水すすきの駅間開業に伴い、設置[1][2]
  - 開業前の仮称は着工前の1981年時点で「北光駅」[3] 、1983年時点では「北15条駅」だった。[4]
- 2017年（平成29年）2月23日：可動式ホーム柵が稼働開始。

## 駅構造
東15丁目屯田通と平行して、環状通との交点の下に位置する。2面2線の相対式ホームである。
出入口は4ヶ所。地上へのエレベーターは2番出入口にあり、バスターミナルに接続している。3・4番出入口は改札内エリアをコンコースで回り込むような位置にあり、改札から非常に遠い。
東区の駅で唯一、定期券売り場がある。

### のりば
| ホーム | 路線   | 行先                     |
| ------ | ------ | ------------------------ |
| 1      | 東豊線 | さっぽろ・大通・福住方面 |
| 2      | 東豊線 | 栄町方面                 |

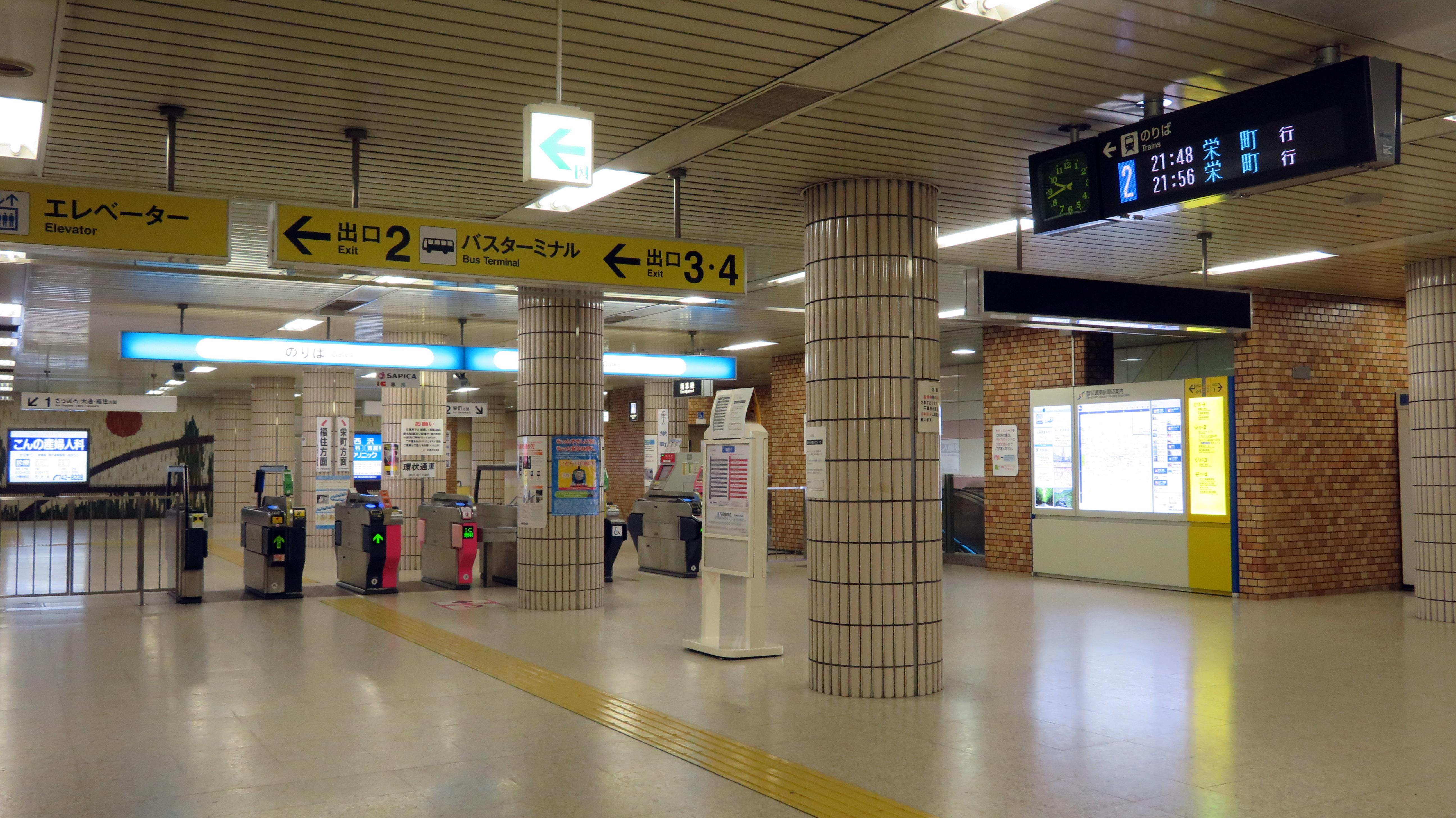
改札口
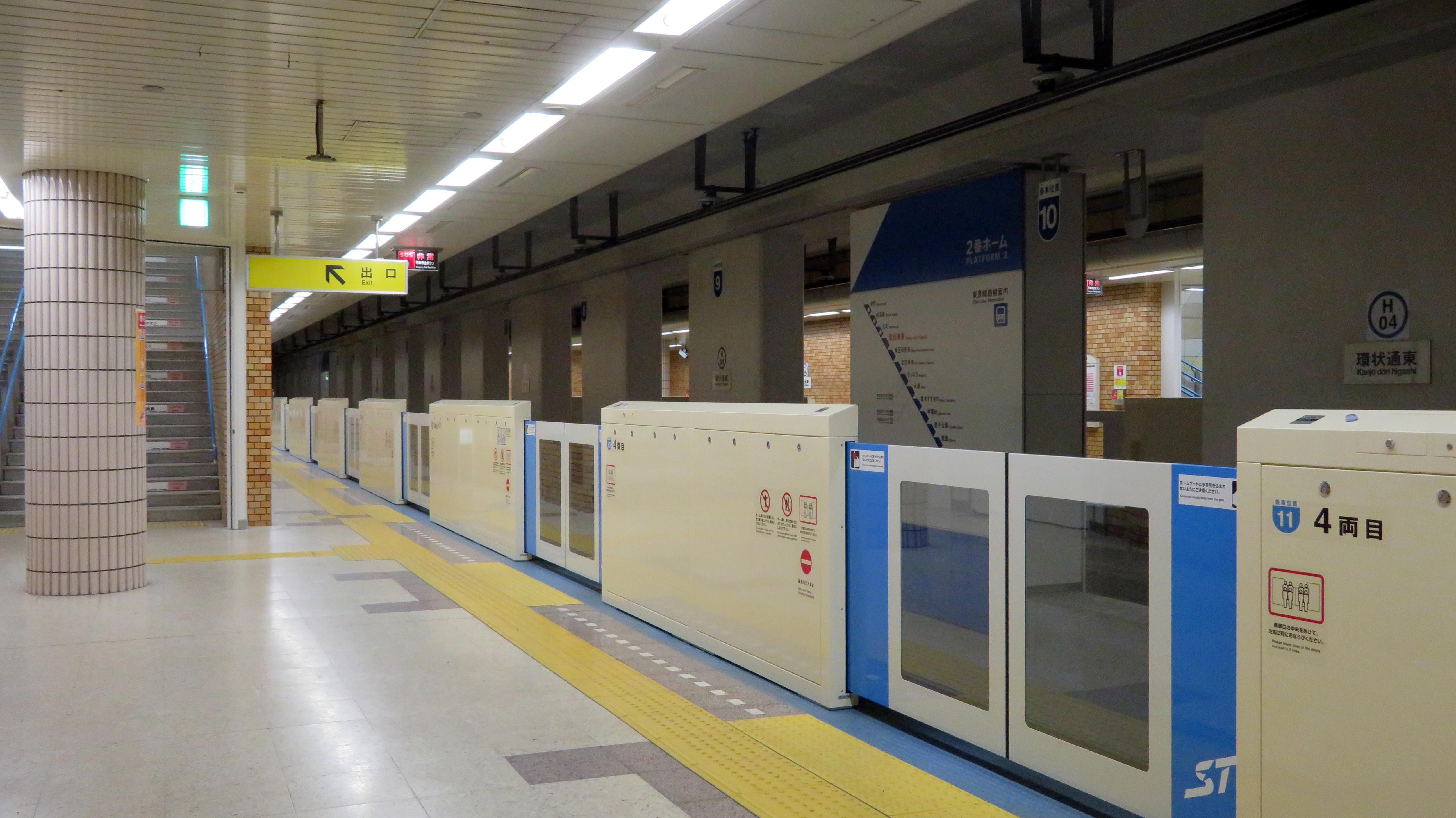
ホーム
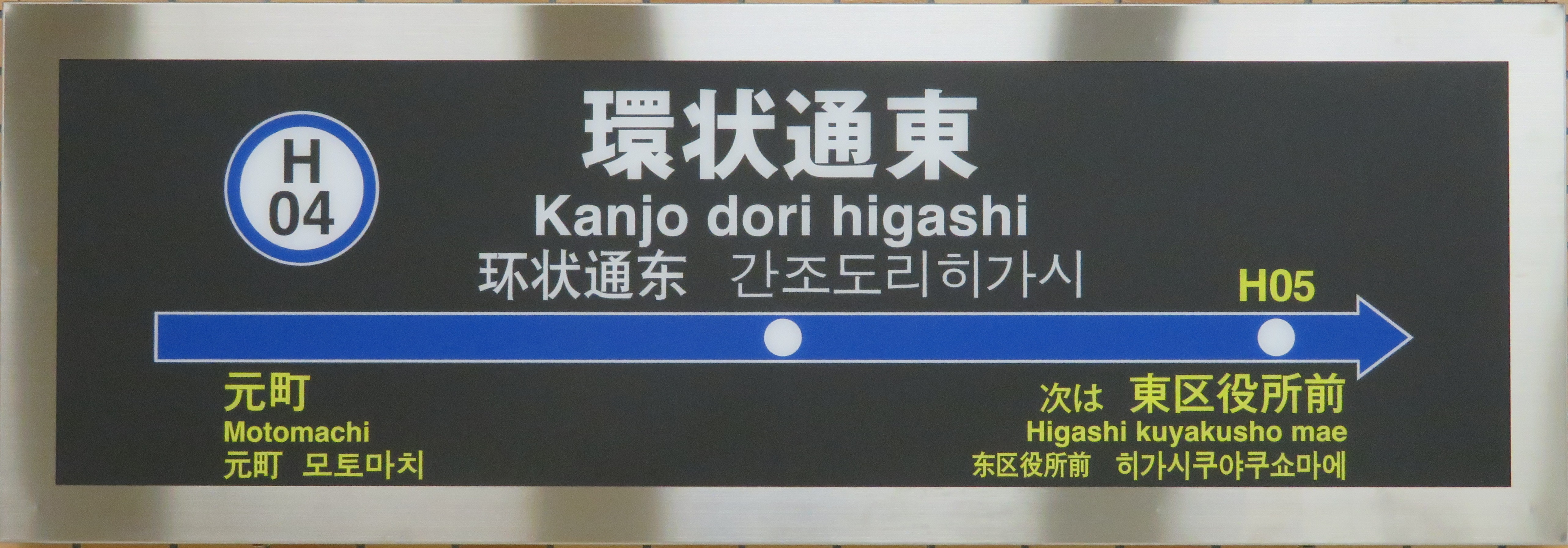
駅名標

## 利用状況
札幌市交通局によると、2022年度の1日平均乗車人員は7,843人であった。
近年の1日平均乗車人員の推移は以下のとおりである。
| 年度               | 1日平均 乗車人員 | 出典   |
| ------------------ | ---------------- | ------ |
| 2003年（平成15年） | 8,463            | [ 6 ]  |
| 2004年（平成16年） | 8,431            | [ 6 ]  |
| 2005年（平成17年） | 8,524            | [ 6 ]  |
| 2006年（平成18年） | 8,546            | [ 6 ]  |
| 2007年（平成19年） | 8,538            | [ 6 ]  |
| 2008年（平成20年） | 8,539            | [ 6 ]  |
| 2009年（平成21年） | 8,169            | [ 6 ]  |
| 2010年（平成22年） | 8,207            | [ 6 ]  |
| 2011年（平成23年） | 8,245            | [ 7 ]  |
| 2012年（平成24年） | 8,456            | [ 7 ]  |
| 2013年（平成25年） | 8,739            | [ 7 ]  |
| 2014年（平成26年） | 9,044            | [ 7 ]  |
| 2015年（平成27年） | 9,315            | [ 7 ]  |
| 2016年（平成28年） | 9,508            | [ 8 ]  |
| 2017年（平成29年） | 9,286            | [ 8 ]  |
| 2018年（平成30年） | 9,026            | [ 9 ]  |
| 2019年（令和元年） | 8,948            | [ 9 ]  |
| 2020年（令和02年） | 6,806            | [ 10 ] |
| 2021年（令和03年） | 7,124            | [ 10 ] |
| 2022年（令和04年） | 7,843            | [ 10 ] |

## 駅周辺
- 本龍寺（江戸時代に開山）
- 札幌村神社
- 札幌村郷土記念館（幕臣･大友亀太郎役宅跡地。札幌市指定史跡）[5]
- 大友公園（箱館奉行の御手作場跡地。かつて大友堀（創成川）が伏籠川に注いでいた場所）
- 北海道道273号花畔札幌線（旧元村街道）
- 札幌市農業協同組合（JAさっぽろ）北札幌支店
- 札幌北十三条東郵便局[5]
- 北洋銀行北十五条支店
- 北海道銀行北十五条支店
- 空知信用金庫札幌東支店
- 東光小学校[5]
- 明園小学校[5]
- 苗穂小学校[5]
- 環状通東バスターミナル[5]
- 東温水プール[5]
- ゲオ札幌環状通東店
- マックスバリュ元町店
- アパマンショップ環状通東駅前店
- 吉野家環状通東店

## バス路線

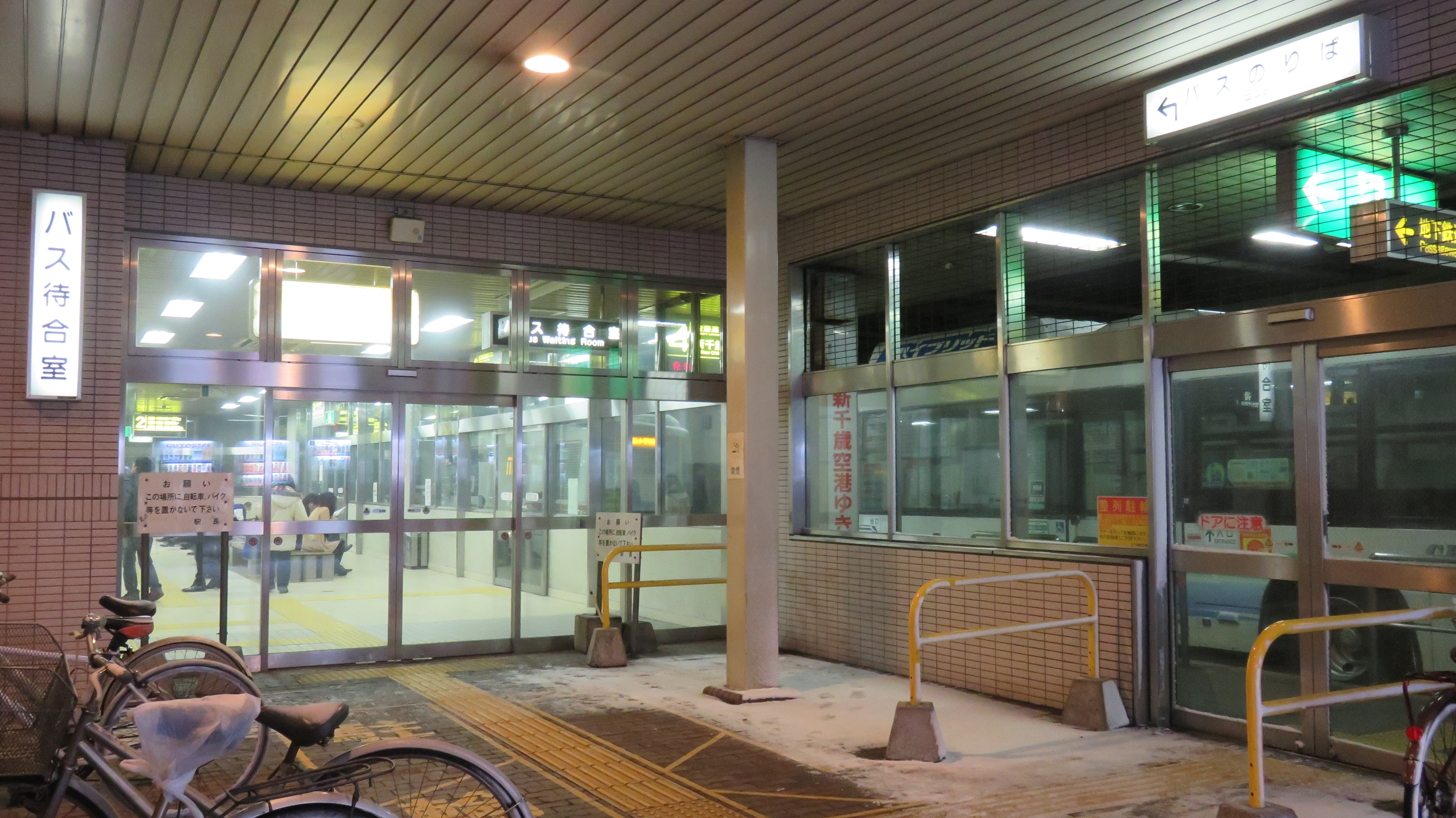
環状通東バスターミナル

1〜5番のりばは1988年（昭和63年）12月2日に供用開始した「環状通東バスターミナル」。5番のりばは降車専用。
2024年（令和6年）12月の平日1日あたり、スクールバス等の非公示便を除く発着便数は、バスターミナル・路上停留所を合わせて307便。
2025年（令和7年）4月1日現在。すべての路線が北海道中央バス。路線詳細は、新千歳空港行は新千歳空港連絡バス（札幌北営業所）、東60は白石営業所、その他は札幌東営業所を参照。
1番のりば
- 東62 本町線：東営業所
- 東69 北札苗線：あいの里教育大駅・豊畑
- 東79 北札苗線：豊畑・中沼小学校通

2番のりば
- 東65 伏古・北13条線：東営業所
- 東68 伏古札苗線：豊畑・豊畑東
- ビ68 伏古札苗線：豊畑・モエレ沼公園

3番のりば
- 東60 北15条線：地下鉄白石駅
- 東61・ビ61 丘珠線：中沼小学校通

4番のりば
- B 新千歳空港連絡バス：新千歳空港

路上 1番出入口側
- 東62 本町線：北18条駅

路上 3番出入口側
- 東65 伏古・北13条線：札幌駅北口
- ビ61 丘珠線・ビ68 伏古札苗線：サッポロビール博物館

## その他
- 駅スタンプは環状通東駅のイニシャルKの中に本龍寺の妙見堂が描かれている[13]。

## 隣の駅
札幌市営地下鉄
 東豊線
元町駅 (H03) - 環状通東駅 (H04) - 東区役所前駅 (H05)